# Sokolniki (metrostation)
Sokolniki (Russisch: Сокольники) is een metrostation in de Russische hoofdstad Moskou. Het station dankt zijn naam aan het Sokolnikipark dat een paar honderd meter ten noorden van het station zijn hoofdingang heeft. Het station was het oostelijke eindpunt van het eerste deel van de Moskouse metro en bleef dat iets meer dan 30 jaar. In 1965 kwam een brug over de Jaoeza gereed en eind dat jaar werd de verlenging naar Preobrazjenskaja Plosjtsjad geopend. Destijds was het de bedoeling de lijn nog verder naar het oosten zou worden doorgetrokken met twee takken naar de buitenringlijn. Dat project is echter niet uitgevoerd en de buitenringlijn zal nu dichter bij het centrum komen. Op 1 maart 2023 kreeg Sokolniki via een nieuw station aansluiting op de buitenring.